# Olympische Sommerspiele 1900/Teilnehmer (Spanien)
| Gelbes Symbol für Goldmedaillen mit stilisierten Olympischen Ringen | Graues Symbol für Silbermedaillen mit stilisierten Olympischen Ringen | Braundes Symbol für Bronzemedaillen mit stilisierten Olympischen Ringen |
| ------------------------------------------------------------------- | --------------------------------------------------------------------- | ----------------------------------------------------------------------- |
| —                                                                   | 1                                                                     | —                                                                       |

Spanien nahm bei den Olympischen Sommerspielen 1900 in Paris mit 9 Athleten teil.

## Medaillengewinner

### Olympiasieger
| Name                              | Sportart | Wettkampf        |
| --------------------------------- | -------- | ---------------- |
| José de Amézola Francisco Villota | Pelota   | Zweiermannschaft |

## Teilnehmer nach Sportarten

### Fechten
Männer
- Mauricio Álvarez, Herzog von Gor
Florett, Degen, Säbel

### Pelota
Männer
- José de Amézola
Chesta Punta Doppel
- Francisco Villota
Chesta Punta Doppel

### Reiten
Männer
- Luis Antonio de la Cuadra y Raoul, Markgraf von Guadalmina
Gespannfahren

### Rudern
Männer
- Juan Camps
Vierer mit Steuermann
- José Fórmica
Vierer mit Steuermann
- Ricardo Margarit
Vierer mit Steuermann
- Orestes Quintana
Vierer mit Steuermann
- Antonio Vela
Vierer mit Steuermann
Einer